# Poirot
Poirot (originalni naziv Agatha Christie's Poirot, naziv Poirot se koristi u SAD-u te na IMDB-u) je popularna britanska TV serija u kojoj David Suchet igra glavnu ulogu Herculea Poirota. Napravila ga je London Weekend Television (LWT). Početkom i sredinom 2000-ih seriju je proizvodila Granada Televison. Završni rad na seriji, krajem 2000-ih i početkom 2010-ih uradio je ITV. Poirot je prvi put emitiran 1989., a posljednja epizoda emitirana je 13. studenoga 2013.
Sucheta je za ulogu preporučila obitelj Agathe Christie, nakon što je vidjela njegovu interpretaciju Blotta u ekranizaciji romana Blott on the Landscape Toma Sharpea. Nakon što je dobio ulogu, Suchet se pripremao tako što je čitao sve romane Agathe Christie s Poirotom u glavnoj ulozi i kopirao sve opise lika koji su mu služili za bolju interpretaciju. Danas se njegova interpretacija karizmatičnog belgijskog detektiva smatra najboljom i najvjerodostojnijom kako među kritikom tako i među obožavateljima. Suchet je 2007., tijekom razgovora s novinarima, izjavio kako mu je velika želja snimiti sve napisane priče o Poirotu. Suchet je tako ispunio svoju namjeru snimanja svih priča. 
Glavni likovi:
- Hercule Poirot (David Suchet)
- satnik Arthur Hastings (Hugh Fraser)
- Viši inspektor Japp (Philip Jackson)
- gospođica Felicity Lemon (Pauline Moran)
- Ariadne Oliver (Zoë Wanamaker)
- George (David Yelland)

Glumili su i: Jenny Agutter, Robert Bathurst, Frances Barber, Emily Blunt, Lucy Briers, Peter Capaldi, Anna Chancellor, Stephanie Cole, James D'Arcy, Frances de la Tour, Daisy Donovan, Lindsay Duncan, Christopher Eccleston, Oliver Ford Davies, James Fox, Beth Goddard, Elliott Gould, Elspet Gray, Geraldine James, Celia Imrie, Phyllida Law, Roger Lloyd Pack, Alastair MacKenzie, Paul McGann, Sean Pertwee, Joely Richardson, David Soul, Elizabeth Spriggs, Rachael Stirling, Diana Quick i Honeysuckle Weeks

## Prva sezona (1989.)
| Naslov                          | Datum (UK)         | Poveznica na IMDb |
| ------------------------------- | ------------------ | ----------------- |
| Pustolovine Claphamske kuharice | 8. siječnja 1989.  |                   |
| Ubojstvo u Bardsley Gardensu    | 15. siječnja 1989. |                   |
| Pustolovina Johnnieja Waverlya  | 22. siječnja 1989. |                   |
| Zlosutna pita                   | 29. siječnja 1989. |                   |
| Stan na trećem katu             | 5. veljače 1989.   |                   |
| Trokut na Rodu                  | 12. veljače 1989.  |                   |
| Problem na moru                 | 19. veljače 1989.  |                   |
| Nevjerojatna krađa              | 26. veljače 1989.  |                   |
| Princ i glumica                 | 12. ožujka 1989.   |                   |
| San                             | 19. ožujka 1989.   |                   |

## Druga sezona (1990.)
| Naslov                        | Datum (UK)         | IMDb link |
| ----------------------------- | ------------------ | --------- |
| Posljednja kuća               | 7. siječnja 1990.  |           |
| Dama s velom                  | 14. siječnja 1990. |           |
| Izgubljeni rudnik             | 21. siječnja 1990. |           |
| Cornwallska tajna             | 28. siječnja 1990. |           |
| Nestanak gospodina Davenheima | 4. veljače 1990.   |           |
| Dvostruki grijeh              | 11. veljače 1990.  |           |
| Pustolovina jeftinog stana    | 18. veljače 1990.  |           |
| Oteti premijer                | 25. veljače 1990.  |           |
| Pustolovina zapadne zvijezde  | 4. ožujka 1990.    |           |

## Treća sezona (1991.)
| Naslov                            | Datum (UK)         | IMDb link |
| --------------------------------- | ------------------ | --------- |
| Zagonetni događaj u Stylesu       | 16. rujna 1990.    |           |
| Kako raste vrt tvoj               | 6. siječnja 1991.  |           |
| Krađa obveznica od milijun dolara | 13. siječnja 1991. |           |
| Plymouth Express                  | 20. siječnja 1991. |           |
| Osinje gnijezdo                   | 27. siječnja 1991. |           |
| Tragedija u dvorcu Marsdon        | 3. veljače 1991.   |           |
| Dvostruki trag                    | 10. veljače 1991.  |           |
| Zagonetka španjolske škrinje      | 17. veljače 1991.  |           |
| Krađa kraljevskog rubina          | 24. veljače 1991.  |           |
| Događaj na plesu pod maskama      | 3. ožujka 1991.    |           |
| Ubojstvo u lovačkoj kući          | 10. ožujka 1991.   |           |

## Četvrta sezona (1992.)
| Naslov              | Datum (UK)         | IMDb link |
| ------------------- | ------------------ | --------- |
| Ubojstva po abecedi | 5. siječnja 1992.  |           |
| Smrt u oblacima     | 12. siječnja 1992. |           |
| Patriotsko ubojstvo | 19. siječnja 1992. |           |

## Peta sezona (1993.)
| Naslov                                   | Datum (UK)         | IMDb link |
| ---------------------------------------- | ------------------ | --------- |
| Pustolovina egipatske grobnice           | 17. siječnja 1993. |           |
| Tiha voda                                | 24. siječnja 1993. |           |
| Žuti iris                                | 31. siječnja 1993. |           |
| Nestali testament                        | 7. veljače 1993.   |           |
| Avantura talijanskog plemića             | 14. veljače 1993.  |           |
| Bombonjera                               | 21. veljače 1993.  |           |
| Mrtvačevo ogledalo                       | 28. veljače 1993.  |           |
| Krađa nakita u hotelu Grand Metropolitan | 7. ožujka 1993.    |           |

## Šesta sezona (1994. – 96.)
| Naslov                        | Datum (UK)         | IMDb link |
| ----------------------------- | ------------------ | --------- |
| Božić Herculea Poirota        | 25. prosinca 1994. |           |
| Bija baja buf                 | 12. veljače 1995.  |           |
| Ubojstvo na igralištu za golf | 11. veljače 1996.  |           |
| Nijemi svjedok                | 16. ožujka 1996.   |           |

## Sedma sezona (2000.)
| Naslov                   | Datum (UK)        | IMDb link |
| ------------------------ | ----------------- | --------- |
| Ubojstvo Rogera Ackroyda | 2. siječnja 2000. |           |
| Smrt Lorda Edgwarea      | 19. veljače 2000. |           |

## Osma sezona (2001. – 02.)
| Naslov                  | Datum (UK)        | IMDb link |
| ----------------------- | ----------------- | --------- |
| Zlo pod suncem          | 20. travnja 2001. |           |
| Umorstvo u Mezopotamiji | 2. lipnja 2002.   |           |

## Deveta sezona (2003. – 04.)
| Naslov             | Datum (UK)         | IMDb link |
| ------------------ | ------------------ | --------- |
| Pet malih praščića | 14. prosinca 2003. |           |
| Tužni čempres      | 26. prosinca 2003. |           |
| Smrt na Nilu       | 12. travnja 2004.  |           |
| Šupljina           | 26. travnja 2004.  |           |

## Deseta sezona (2006.)
| Naslov             | Datum (UK)        | IMDb link |
| ------------------ | ----------------- | --------- |
| Tajna plavog vlaka | 1. siječnja 2006. |           |
| Karte na stol      | 19. ožujka 2006.  |           |
| Poslije sprovoda   | 26. ožujka 2006.  |           |
| Tko plimu uhvati   | 2. travnja 2006.  |           |

## Jedanaesta sezona (2008. – 09.)
| Naslov                   | Datum (UK)         | IMDb link |
| ------------------------ | ------------------ | --------- |
| Gospođa McGinty je mrtva | 14. rujna 2008.    |           |
| Mačka među golubovima    | 21. rujna 2008.    |           |
| Treća djevojka           | 28. rujna 2008.    |           |
| Sastanak sa smrću        | 25. prosinca 2009. |           |

## Dvanaesta sezona (2010. – 11.)
| Naslov                         | Datum (UK)          | IMDb link |
| ------------------------------ | ------------------- | --------- |
| Tragedija u tri čina           | 3. siječnja 2010.   |           |
| Dogodilo se na dan Svih svetih | 27. listopada 2010. |           |
| Ubojstvo u Orient Expressu     | 25. prosinca 2010.  |           |
| Tajanstveni satovi             | 26. prosinca 2011.  |           |

## Trinaesta sezona (2013.)
| Naslov                              | Datum (UK)          | IMDb link |
| ----------------------------------- | ------------------- | --------- |
| Slonovi pamte                       | 9. lipnja 2013.     |           |
| Velika četvorka                     | 23. listopada 2013. |           |
| Sajam zločina                       | 30. listopada 2013. |           |
| Herkulovi podvizi                   | 6. studenoga 2013.  |           |
| Zavjesa: Poirotov posljednji slučaj | 13. studenoga 2013. |           |

Nekoliko kratkih priča Agathe Christe s Poirotom uvrštene su u druge serije i nisu snimljene u svom izvornom obliku. 
Za ekran nije prilagođena jedino drama Crna kava.

## Poveznice
- [neaktivna poveznica] VelikaBritanija.net